# 中華民國—日本關係史
- 關於臺灣各時期與日本交往的歷史，請見「臺灣與日本關係史」。
- 關於中華民國與日本各項之關係，請見「中華民國與日本關係」。

本條目是中華民國與日本國雙邊之關係史，亦稱中日關係史，隨著1949年中華民國政府遷往臺灣後，實際上與臺灣的關係重疊，即臺日關係史。

## 中華民國政府遷臺前

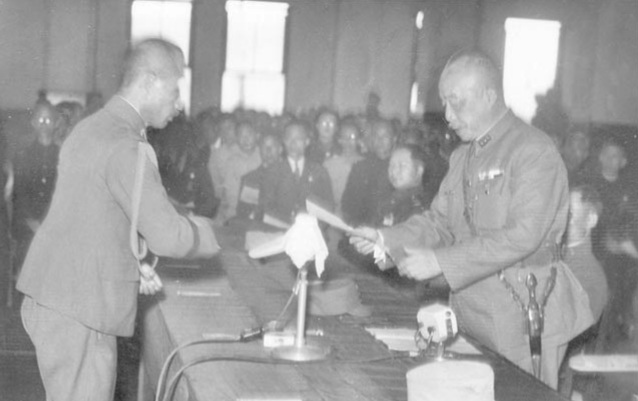
1945年10月25日於臺北公會堂，臺灣總督安藤利吉將軍在臺灣省行政長官陳儀將軍發布署部第一號命令的受領證上簽名蓋章後，經由諫山春樹將軍（左）轉交給陳儀（右）。

### 1940年代
第二次世界大戰後，中國（除满洲）、臺灣以及越南北緯十六度以北的日軍向同盟國中國戰區最高統帥蔣中正投降，中華民國接收臺灣並派駐臺灣省行政長官管轄。
1945年10月，國民政府主席蔣中正接見美國記者，告以日本天皇命運應由日本人民決定:47。
1946年7月19日，在日本的台灣人與日本警方和暴力團在東京澀谷發生衝突，史稱「澀谷事件」。

## 中華民國政府遷臺後
1949年12月中華民國政府遷台後，冷戰態勢的形成促成同為資本主義陣營的中華民國與日本國開始謀求建立同盟關係。

### 1950年代
1950年3月31日，中華民國政府通過「台日貿易計畫」:309。6月1日，臺灣、日本定期航線開航:531。6月11日，蔣中正在《革命實踐研究院軍官訓練團成立之意義》講話中指出“中日兩國必須親睦合作，才能達到共存共榮的目的”。9月6日，中華民國代表尹仲容和駐日盟軍總司令部代表 A. J. Rehe 簽署《臺灣與被佔領之日本間貿易財務協定》（Financial Agreement for Trade between Taiwan and Occupied Japan）、《臺灣與被佔領日本間貿易協定》（Trade Agreement between Taiwan and Occupied Japan）、《臺灣與被佔領日本貿易計劃》（Taiwan - Occupied Japan Trade Plan）等三份文件構成的通商協定:47。
1951年5月，蔣中正接見日本記者發表談話，聲明合作始能安定東亞，有助世界和平:68。6月，蔣中正就參加對日和約問題發表鄭重聲明，指出其抗日最早、犧牲最重、貢獻最大，對日和約如無法參加，不獨對其不公平，抑且使對日和約失其真實，並將加深遠東局勢混亂，不接受任何含歧視條件:68。6月30日，《中日貿易協定》期滿，雙方同意不定期延長:327。12月，日本首相吉田茂向美國保證不承認「中共」，並願依《舊金山和約》之原則與台簽訂一項恢復正常關係之條約:69。
1952年4月28日，《中華民國與日本國間和平條約》在台北簽字:70，共計十四條，中華民國本乎寬大精神，不索賠償，日本放棄對於台灣、澎湖以及南沙群島、西沙群島之一切權利與要求:194；蔣中正接見日本締結和平條約全權代表河田烈，寄語日本朝野，共建東亞和平:70。蔣中正主張對日本「以德報怨」的立場，條約第二條承認日本已在《舊金山和約》中放棄對於台灣、澎湖之一切權利與要求。8月，蔣中正正式簽署批准《中日和平條約》:71。裁撤駐日代表團，中、日於台北、東京互設中華民國駐日本大使館、日本駐中華民國大使館:71。10月，新任駐日大使董显光、駐華大使芳澤謙吉呈遞國書:71。
1955年3月5日，《中日空運臨時協定》在東京簽字:594。4月22日，《中日貿易協定》簽字換文:595。
1956年2月28日，在二二八事件九周年時，台灣共和國臨時政府在東京成立。5月，台日簽訂貿易協定:85。8月，蔣中正接見日本各界親善訪問團，團長石井光次郎親呈首相鳩山一郎手函，並謂日本人莫不感激蔣於日本戰敗後仍維護日本政體及對日以德報怨之寬大政策:86。12月，日本政府正式否認鳩山一郎首相調解「二個中國」:87。聯合國安理會通過日本加入聯合國:87。

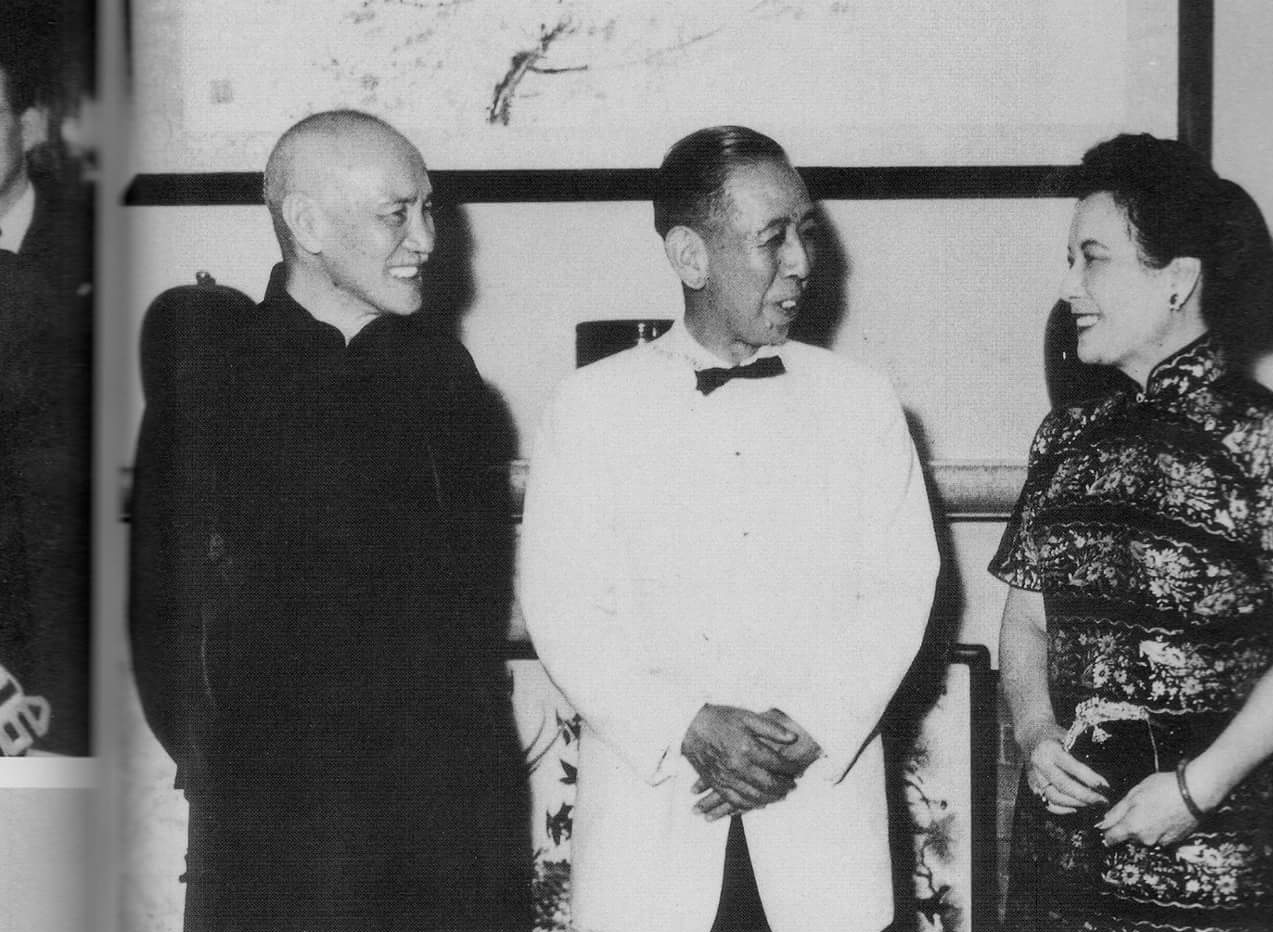
岸信介（中）訪華，於士林官邸拜會蔣中正、蔣宋美齡伉儷。

1957年3月，蔣中正書面答覆日本記者，期望中日對付蘇共侵略，永久精誠合作:88。4月，「中日合作策進委員會」在日本東京成立:88。6月，日本內閣總理大臣岸信介訪問中華民國，與蔣中正伉儷商談中日有關問題:88。9月，蔣中正派特使張群飛日本報聘:89。
1958年，成立中琉文化經濟協會，增進中華民國與美國統治琉球時期的關係，1972年回歸日本統治後延續至今。
1958年5月，發生「長崎國旗事件」。10月，蔣中正答覆日本記者詢問時，指斥中共每藉貿易以達其政治目的，盼望日本堅定立場免遭顛覆滲透:92。
1959年7月，岸信介稱，「台灣如在中國共產黨統治下，對日本的安全保障是重大威脅」。12月，日本前首相吉田茂訪台，謁見蔣中正致敬，並就當時世局交換意見:95。

### 1960年代
進入1960年代後，日本執政自由民主黨對中華人民共和國雖仍不正式承認，但雙方自1962年後分別設立「備忘錄貿易辦事處」，從事商品之交易:210。日本左派屢次訪問中國大陸；中國大陸亦經常派遣「文化團體」赴日本從事活動:210。
1963年5月，蔣中正命總統府秘書長張群訪問日本；8月，日本商人以維尼龍紗廠售出予中共，而其政府之進出口銀行居間擔保，中華民國方面極力表示反對:104。池田勇人內閣批准倉敷螺縈公司對中國大陸輸出分期付款的維尼龍工廠成套設備，並以輸出入銀行給予200萬美元的融資週轉。輸出入銀行乃是日本國家金融機構，利用到了這個機構，被視為超越了民間貿易範圍的一種「經濟援助」。日本首相池田勇人則以「這是依循政經分離原則的貿易」為藉口，一意孤行。9月19日，池田勇人在招待美國赫斯特報系總編輯等人時表示：「中共在三、五年內不會有變化；臺灣的反攻大陸政策，沒有依據，近乎幻想。」9月21日，蔣中正接見由東京來到台北的同一批人士時，嚴斥池田首相媚共言論，指出《中蘇友好同盟互助條約》係防日本軍國主義，並警告日本人勿忘歷史教訓:105。10月，中華人民共和國派出中國油壓機械訪日代表團前往日本參訪，團員周鴻慶前往中華民國大使館尋求政治庇護，誤入蘇聯大使館。池田勇人內閣將欲投奔台灣之周鴻慶遣返中國大陸:106。日本種種不友好行動，使台日關係瀕於破裂:106。中華民國政府不滿，一度召回駐日大使張厲生表示抗議。史稱「周鴻慶事件」。
1964年2月，日本前首相吉田茂訪台，蔣中正與之多次會談，檢討亞洲反共局勢，認為欲謀求東亞和平與安定，必須增加瞭解真誠合作:106。蔣中正以吉田茂為日本元老，乃促其負責共同挽救此一危機:106。吉田茂與蔣中正共同發表《吉田書簡》支援國府，始緩解雙方關係。3月，蔣中正接見日本記者訪問團，期望日本國民勿受中國大陸迫誘，而危害台日傳統友誼:106。3月5日，日本外務省次官毛利松平訪臺，闡明日本對中共政經分離政策:699。7月，日本外相大平正芳抵台，兩度晉見蔣中正，陳述台日關係，並表示日本「非常希望中華民國能反攻復國成功」:107。10月，第18屆奧運會在東京舉行，其聖火傳遞路線包含台北市，成為迄今唯一一次進入台灣的奧運聖火。舉行期間發生中華民國代表團之運動員馬晴山投靠中共事件。
1965年1月13日，日本首相佐藤榮作與美國總統詹森發表聯合聲明，強調支持中華民國，並與中華民國保持友好及正常外交關係:710。2月8日，佐藤榮作在日本國會表示，吉田茂致蔣中正書簡，對日本政府具有約束力:109。3月17日，日本政府批准1億5,000萬美元貸款計畫，協助臺灣推行四期經建計畫；4月26日，貸款協定在臺北簽署協文；9月22日，1億600萬美元貸款發展臺灣經濟之技術協定在日本東京簽署:712。12月1日，總統府秘書長張群拜會佐藤榮作，代表蔣中正賀日、韓復交:718。文化大革命後，中共與日本貿易總額略有增加，因之日本投機政客積極從事與中共建交之活動:210。由於周恩來敵視日本佐藤內閣，建交談判遲遲未獲具體結果:210。
1967年7月，中華民國、美國、日本、韓國領袖在漢城舉行非正式會議，時任副總統嚴家淦銜命代表參加:116。9月7日，日本首相佐藤榮作訪台，兩度晉見蔣中正商討中日共同問題，並就當時世局及中國大陸中共情勢交換意見:116-117。9月12日，蔣中正接見日本記者發表談話，指出中共內部必陷長期混亂，盼日本人尊重東方傳統，不使共產主義有滲透之機會，唯有台日加強合作，始能達到此一目的:117。11月27日，中華民國國防部部長蔣經國訪問日本，日本天皇裕仁接見時表示永不忘懷蔣中正寬大德意:117。蔣經國並與佐藤首相、眾議院議長石井光次郎、參議院議長重宗雄三、外務大臣三木武夫、防衛廳長官增田甲子七等人會面，謁吉田茂之墓，參訪日產和東芝等主要企業工廠，以及NHK與每日新聞社，12月2日返台。1萬5千餘名日本國民在東京舉行感謝蔣中正大會:117。12月，日本前首相岸信介率團謁見蔣中正:118。
1968年2月27日，駐日大使陳之邁向日本政府嚴重抗議日本欲與外蒙建交企圖:750。6月8日，蔣中正接見日本新聞編輯訪台團，重申堅決反對「兩個中國」之一貫立場，並強調日本如果廢除《吉田書簡》，無異廢棄《中日和約》；蔣中正指出中共為東亞災禍之源，所謂中立共存，將貽無窮禍害，日本應合作消弭危機:119。
1970年1月，蔣中正接見日本外籍記者訪問團時鄭重指出：不論任何國家的政策如何轉變，我保衛自由與安全的立場將永不改變:123。並正告日本人民，中共圖赤化日本，必須分清敵友:123。7月，嚴家淦代表蔣中正訪問日本:123。

### 斷交後至蔣經國時期（1972年9月29日－1988年1月13日）

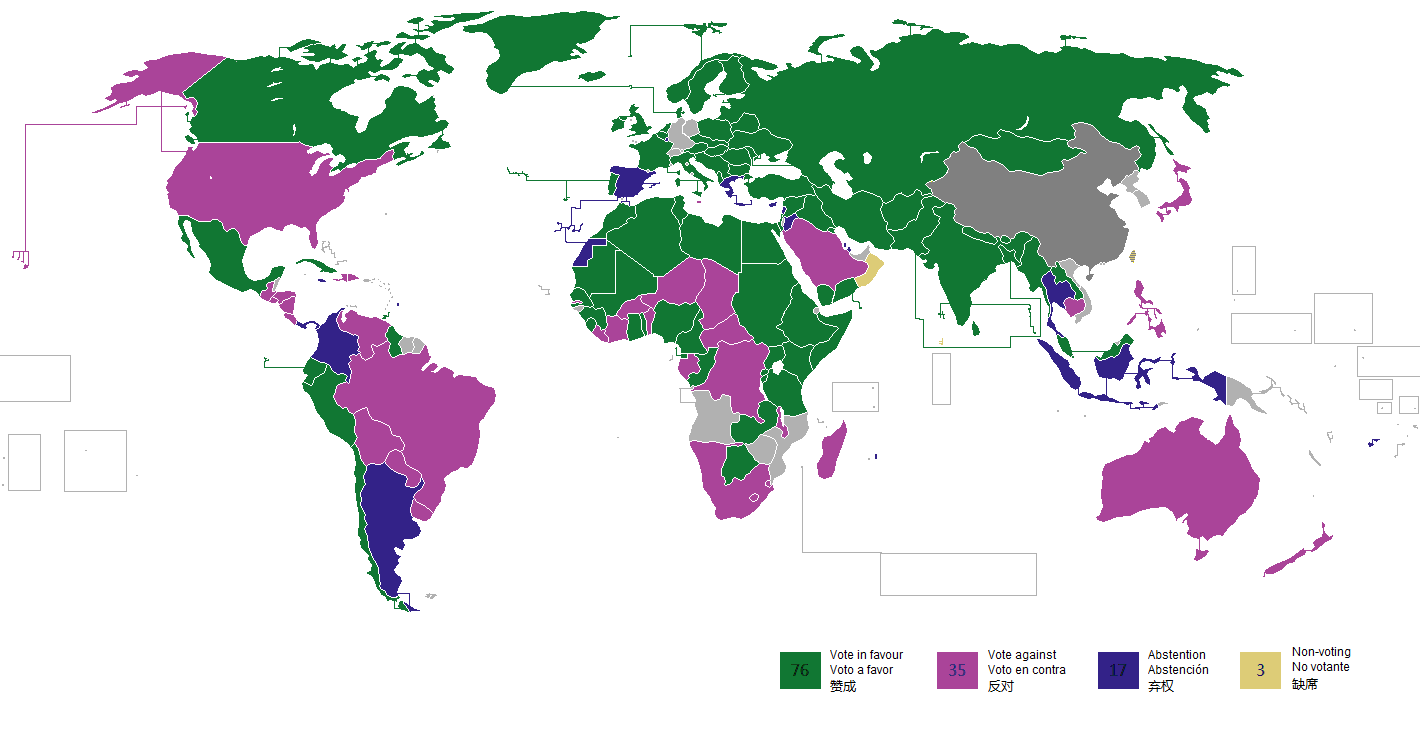
紫色國家表示在1971年的投票中支持中華民國續留聯合國，即《聯合國大會2758號決議》，其中包括日本。

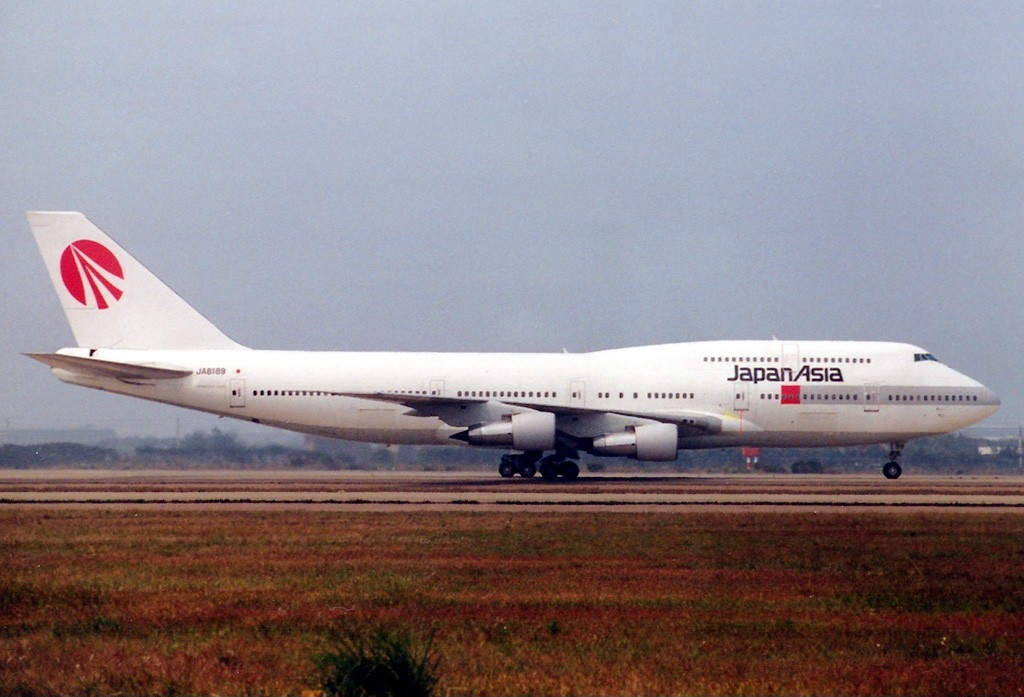
日本航空於1975年成立專營台日航線的日本亞細亞航空，2008年台日航約修正後併入日航。

1971年10月25日，日本在聯合國大會2758號決議表決時投反对票，反對中華人民共和國取代中華民國在联合国的席次，但最终失敗。
1972年7月7日，立場親台的日本首相佐藤榮作宣佈退休:194。但退休前，衡量時局之變化（即中共進入聯合國），代表日本政府全權同意美國尼克森政府所要求簽訂之密約以沖繩在沖繩返還後，可隨時以美國式核武化之舉措，以應對以往沖繩在美國軍事上支援例如臺海作戰之作用。後續周恩來乃利用時機主動發表雙方儘速建交之聲明:210。7月6日，日本國會通過親中的田中角榮繼任首相，不顧日本民意，於9月25日訪問中華人民共和國，9月29日雙方發表《聯合公報》，建立外交關係:194。日本政府同時與中華民國政府斷絕邦交，當時日本政府之苦衷曾由大平正芳外相率直表示為「斷腸之痛」，不僅是政府而已，甚至多數日本國民也有同樣感慨。同日，中華民國外交部發表聲明，宣佈對日絕交。12月28日，關閉大使館。惟與日本民間及其反共人士仍維持友好之關係，雙方貿易及文化交流繼續發展:194。1973年日本國會議員成立日華議員懇談會，以維持雙方交流。
1972年9月24日，中華民國陸軍第一特種兵陸有京，疑因軍中不當管教而逃出化學兵學校，由臺北松山機場潛入一架國泰航空飛往日本東京羽田機場的客機鼻輪架，因高空缺氧低溫凍死，其遺體歸屬問題曾引發中日台外交爭議，總統蔣中正親自介入調查，惟真相至今仍未明。
1975年4月5日，蔣中正逝世。日本內閣官房長官井出一太郎代表日本政府發表一個「非官方」談話稱讚蔣：「在激動歷史的轉變中的日本國民之間所熟知而且親密的人士，他是現代中國歷史上的人物……確信必將留住人們的記憶裏……蔣總統是再造日本的大恩人，蔣中正以德報怨的對日政策，加速了日本戰後重建與復興。蔣總統的逝世對日本國民有如晴天霹靂，有良知的日本國民莫不悲痛萬分」，「……蔣總統在本世紀初曾留學日本，並有很多日本友人，為深受日本國民欽佩、敬愛之人物。渠（他）一生與現代中國歷史息息相關，亦為一部中國現代史，深信其豐功偉績將永遠留存人類之記憶中。……」:7同日，前首相佐藤榮作談話稱：「日本將永遠難忘蔣總統於第二次世界大戰後給予日本的大恩大德。最令日本人難忘的一件事就是，蔣總統於第二次世界大戰後對日本以德報怨的恩惠。」:7《日本經濟新聞》說：「蔣氏之死是反攻象徵的消失和國共對立抗爭解決的好機會」。4月7日，自民黨幹事會決定派遣前日本首相佐藤榮作為“自民黨總裁代理”名義前往台灣弔喪。消息發表後，立刻引起中國大陸方面強烈譴責。中國大陸對日本政府兩面討好作風反應極大，認為“在此《中日和平友好條約》正在交涉締約的階段，日本政府此舉，實是給日後的中日友好關係予以惡劣的影響”。三木聽到中國聲明後，“為了不加深對中國方面的刺激”，改變主張，認為最好以私人名義前往弔唁。結果，在自民黨會議上，佐藤榮作以自民黨「友人代表」出席蔣中正喪禮。其餘出席者尚有其兄岸信介、眾議員石原慎太郎等人。
1978年6月12日，《中華週報》刊出蔣經國答記者問，表示不能接受採取日本模式，中止美國外交關係，但要廣泛地維持貿易關係；美台關係和日台關係完全不同。
1984年1月3日，新聞局宣佈專案准許四部日本影片進口，為自1973年以來的首次解禁。
1985年3月16日，蔣經國總統接見前首相岸信介與佐藤榮作遺孀佐藤寬子。8月，日本民間在千葉縣岬町建立「以德報怨」碑，以表示對蔣中正的感謝。10月20日，宋美齡函電蔣經國：

「……據告日本自民黨書記長等議員數人擬發起組織一感謝團於父親生日紀念日來華感謝父親戰後對日本寬恕處理有所銘感表示嗚謝此事岸信介之婿今外長安倍晉太郎表示反對乃憚匪共對中曾根參拜神社攻訐重演安倍熱中逐鹿下屆總理大臣不願開罪共匪經反對自民黨發起人熱忱較前淡漠岸至今為止其公開態度尚稱正確經斡旋主張敦請岸出面領銜由在野宿耆組織之中曾根擬此二年期滿後再續一年之請安倍反對甚烈再證諸岸氏支撐其婿為下屆總理甚為積極亦可見安倍本人羽毛已豐希飭我在日負責人應特別注意將來及目前應施祝心緒快樂母十月二十日」:598-599

1986年9月，為紀念蔣中正百歲冥誕，日本一批政治元老和工商巨頭，由前首相岸信介牽頭，在日本東京發起成立「蔣公遺德顯彰會」。初創成員高達6,000餘人，包括岸信介、灘尾弘吉等人。10月下旬，遺德彰顯會在日本名古屋舉行首屆紀念大會，名人政要雲集，場面壯觀。岸信介本人更在蔣中正畫像前，高舉酒杯祝「中日兩國友誼永固」。

### 李登辉时期（1988年1月13日－2000年5月20日）
1988年1月13日，李登輝任中華民國總統后積極推動台日雙邊往來。
1988年11月6日，日本人增田寮將蔣中正手書「橫掃千軍」捐贈給台北中正紀念堂。此書法是蔣中正於1927年赴日本神戶時，應旅館主人增田宇三之助邀請所書。
1990年11月12日，中華民國駐日代表蔣孝武出席日本明仁天皇的「即位禮正殿之儀」。
1990年代，中華民國官方對日本流行文化解禁后，日本的電視劇、電子遊戲、動畫及漫畫大量進入台灣，对台灣社會产生了巨大的影響力。
1994年2月25日，中華民國總統府秘書長蔣彥士、亞東關係協會會長馬紀壯及中國國民黨秘書長許水德等人，前往日本參加自民黨日華關係議員懇談會前會長與名譽會長、蔣公遺德顯彰會發起人之一灘尾弘吉的公祭儀式。
1994年4月26日，中華航空一架由台灣中正國際機場飛往日本名古屋機場的客機，在降落時墜毀，造成264名機組員與乘客死亡，包括153名日本籍乘客，僅有7人生還。日本前首相福田赳夫、法務大臣永野茂門、日本亞細亞航空會長、社長以及多位參議員均向台灣駐日本代表處表示慰問。
1995年11月，亞太經濟合作會議領導人非正式會議在日本大阪舉行，海峽交流基金會董事長、中華民國工商協進會榮譽理事長辜振甫以行政院經濟建設委員會委員名義代表總統李登輝出席會議。
1996年台灣海峽飛彈危機时，日本政府明確對中方提出「直接對話且和平的解決問題」之立場。
1997年8月17日，官房長官梶山靜六对日美防衛合作指南中所謂的「周邊事態」明確表示「周邊事態包含兩岸紛爭」。
1998年4月30日，日本國會通過《出入國管理修正法》，恢復承認中華民國護照、取消斷交後對赴日中華民國國民發行「渡航證明書」浮貼於護照內頁取代一般簽證做法，並恢復對中華民國國民的72小時過境免簽證。1999年9月，日本政府進一步放寬對台灣遊客赴日多次簽證之規定。
1999年9月21日，臺灣發生大地震，日本政府和民眾积极援助台湾救灾。

### 陈水扁时期（2000年5月20日－2008年5月20日）

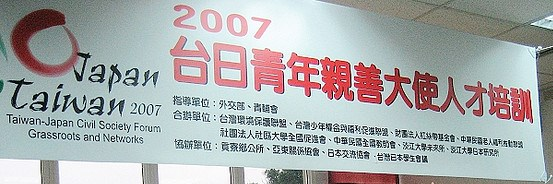
民間主辦、兩國官方協辦的台日親善大使人才培訓。

2001年12月25日，日本外務大臣田中真紀子表示，有鑑於中國人以智慧和時間來解決政治性問題，如果台灣能像香港那樣回歸中國，將是十分好的結果。26日，中華民國外交部政務次長吳子丹約見日本交流協會台北事務所長山下新太郎，就田中有關言論向日本政府提出抗議。
2002年起，日本外務省修改內規，把可與台灣官員接觸的日本官员级别由副課長級以下提升至課長級以下。
2002年4月21日，日本首相小泉纯一郎參拜靖國神社引起關切。中華民國外交部強調歷史雖不可遺忘，但更要以寬容的精神、前瞻的視野來面對。並了解到小泉參拜靖國神社有其內部政治考量，因此敦促日本應繼續積極促進亚太地区的和平與繁榮。對此，日本政府透過管道表達誠摯感謝。
2002年5月14日，日本內閣官房長官福田康夫在記者會中表示，日本支持台灣列席世界衛生大會擔任觀察員。這是日本政府首次公開支持中華民國參與世界衛生大會（WHA）。15日，日本駐日內瓦代表團公使渡邊優表示，日本十分關注在地理上極為接近的台灣醫療情況，也瞭解台灣參與世界衛生組織（WHO）的渴望，基於WHO為普遍化的國際組織，日本樂見在會員國的共識下，尋求解決台灣參與WHO的適當方式，包括以「观察员身份」參與。
2002年9月11日，日本首相小泉纯一郎在美国外交关系协会發表演說並回答問題時，表示希望中國與台灣能夠透過對話，不要行使武力，應以和平方式解決問題，而營造此一環境也是日本應該扮演的角色。
2002年10月15日，日本東京地方法院以台籍原慰安妇不具告訴立場，且個人對國家不具請求權，在国际法上亦無案例可循為由，駁回台籍原慰安婦所提控訴。中華民國政府對此深表遺憾，並表示日本政府基於人道及人權立場，勿以民間基金補償方式逃避責任，應對受害人正式道歉及賠償，此立場不會改變。
2003年1月18日，中華民國總統陳水扁在「國際國會議員亞太地區安全會議」上嚴斥日本知名經濟學家大前研一所謂「中華聯邦」的論述，认为「一國兩制」台灣人民都無法接受了，何況比一國兩制「更糟糕」的聯邦。12月，日本前首相森喜朗來台灣訪問与總統陳水扁会見。
2003年5月11日，日本厚生勞動大臣坂口力支持台灣以觀察員身分參與WHO。坂口力亦表示，因為台灣的嚴重急性呼吸道症候群（SARS）疫情似有擴大蔓延趨勢，日本政府考慮派遣醫生及提供必要的醫療援助。12日，外務大臣川口顺子亦表示支持台灣參與WHO的立場。5月26日，日本派遣專家醫療團赴台。6月6日，捐贈臺灣總值5,600萬日圓的醫療物資。
2004年3月19日，陳水扁在總統選舉前一日遭槍擊受傷，首相小泉純一郎曾致電慰問。
2004年5月，日本在WHA會議中，對於「邀請台灣以觀察員身分參與世界衛生大會」的提案表決，首次投下贊成票。
2004年10月24日，日本東京都知事石原慎太郎抵台訪問，協助臺灣宣傳並推廣觀光客倍增計畫。
2005年，日本政府恢復贈勳給予對增進台日經濟文化交流有重大貢獻之中華民國籍人士。2月，美日兩國就安保協議達成「共通戰略目標」時，首度明確提及台灣海峽問題。外務大臣町村信孝也明言美日安保的對象包含台灣。3月，日本政府公開反對中華人民共和國制定《反分裂國家法》及反對歐洲聯盟解除對其武器禁運措施。同年舉行的愛知世界博覽會期間，日方給予持中華民國護照旅客免簽證優惠。9月26日，給予永久性免簽證待遇。
2006年11月，森喜朗再度訪台，由總統陳水扁及行政院長謝長廷接見，並頒授特種大綬景星勳章。
2007年3月，中華民國外交部針對日本首相安倍晉三的談話表示，沒有證據顯示前日軍曾強徵婦女到前線當慰安婦及不再為慰安婦案道歉，中華民國政府深感遺憾並表達嚴正抗議。外交部指出，慰安婦案是過去日本發動侵略戰爭所遺留尚未處理的問題，日本政府基於人道及人權立場，自應負起責任認真處理此一問題。
2007年7月12日，總統陳水扁接受日本共同社專訪，称2008年北京奧運聖火的傳遞路線應比照1964年東京奧運聖火傳遞的路線，從馬尼拉到當時的英屬香港，到台北，然後再到日本那霸。最終中華民國政府拒絕從越南到台灣，接下來進到香港、澳門的聖火路線计划。

### 馬英九時期（2008年5月20日－2016年5月20日）

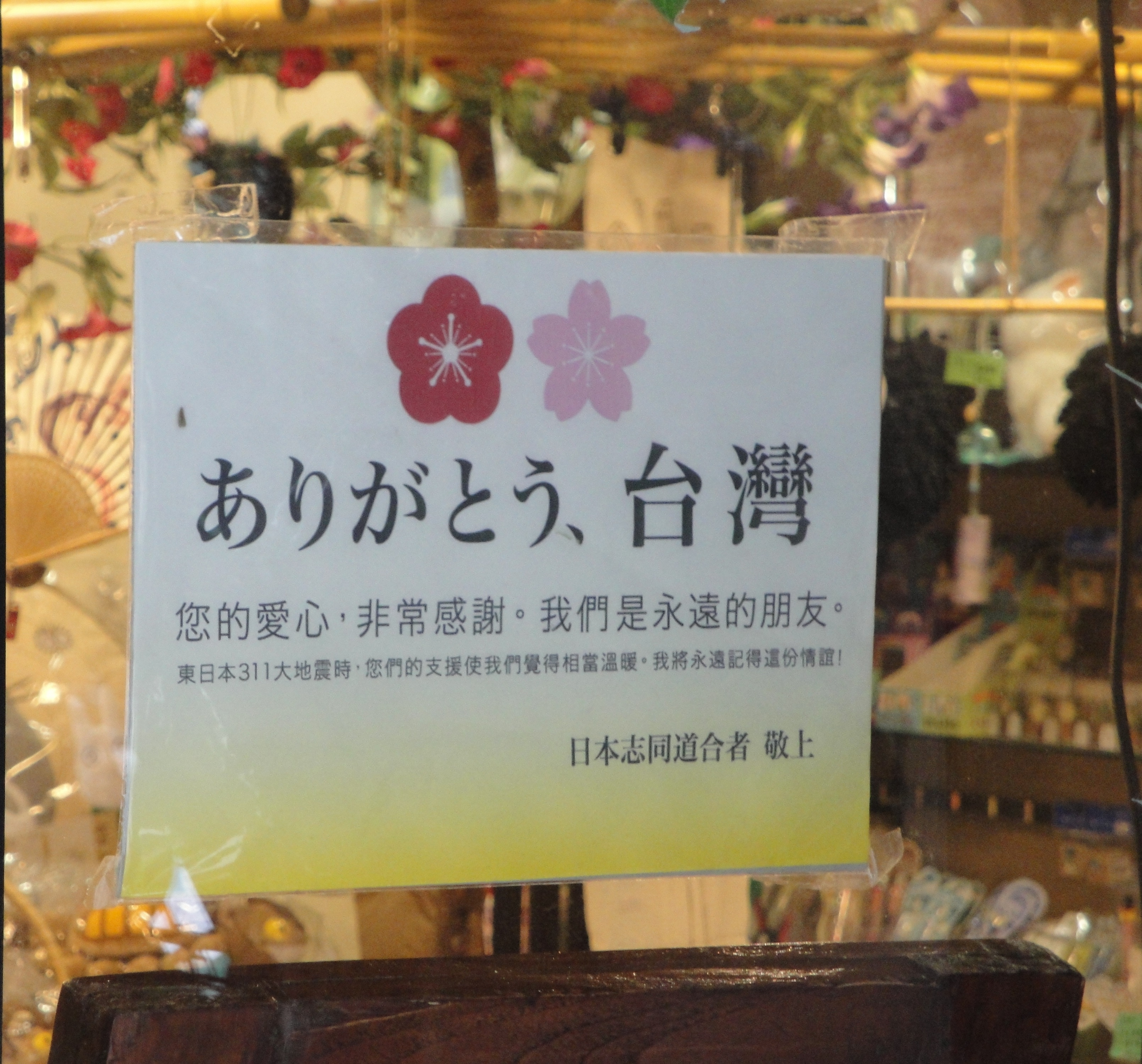
311大震災後北海道釧路市商家所貼的「謝謝台灣」。

2009年5月，對於台灣獲邀成為第62屆世界衛生大會（WHA）觀察員，日本外務省報導官兒玉和夫表示，日本正值全球對抗H1N1新型流感之際，臺灣成為WHA觀察員別具意義，並表示日方將持續密切關注本案，盼臺灣能順利及持續地參與WHA。
2010年11月，日本前首相安倍晉三在台北市長郝龍斌的陪同下，參觀國際花卉博覽會。安倍晉三表示，非常感謝受邀來台北參觀花博，回去日本後，也會要日本人多來花博參觀遊玩。安倍晉三此行也與民主進步黨人士會面，因為是私人行程，中華民國外交部人員並未陪同，是由日本交流協會人員陪同搭乘中型巴士前往，並同車返回旅館。
2011年東日本大地震后，中華民國政府及台灣民間組織迅速做出反应，派出救難團隊赴日搶救、踴躍響應捐輸物資及金錢，捐助總金額居全球之冠，超过新台幣70億元。不过，震災捐款第一的台灣，卻遭到日本首相菅直人冷漠以對。对此一名日本設計師發起「謝謝台灣計劃」，讓日本人重視臺灣人的貢獻。
2011年9月和11月，台日雙方先後簽署《投資協定》及《開放天空協定》。
2012年7月9日起，日本政府廢除向來的外國人登錄證，實施對旅居日本外籍人士的管理新制，旅日臺灣人的居留卡國籍欄記載為「臺灣」，而非「中國」。日本「李登輝之友會」事務局長柚原正敬表示，這是長年以來日本友台人士與台僑不斷為「台灣正名運動」打拚，而引起日本國會議員重視並修法的結果，日本政府釐清「台灣是台灣，中國是中國」，對在日台灣人的權益非常重要。他說，2003年台灣在護照上加註「TAIWAN」字眼，是日本將台灣人的國籍正名為「台灣」的最大原動力。倡議價值觀外交與自由與繁榮之弧的安倍晉三與麻生太郎兩位首相卸任後訪問臺灣時都表示日本與臺灣是有自由民主、基本人權以及法治社會等共同價值的友好夥伴，形成現在密切的臺日關係。
2013年1月，日本外務大臣岸田文雄在日本交流協會成立40周年紀念庆典上表示：70%的日本人或台灣人皆對對方抱有親切感。
2013年4月10日，台日雙方簽署《台日漁業協議》，共享釣魚台列嶼周邊海域的漁權。
2013年5月13日，台北101大樓與東京晴空塔合作，正式簽署共同友好宣傳計畫，由旅台日籍藝人佐藤麻衣與台灣藝人李毓芬分別擔任日本與台灣雙方友好交流大使，在觀光局長謝謂君及日本交流協會台北事務所副代表佐味祐介的見證下，由台北101董事長宋文琪及東武晴空塔社長鈴木道明代表簽署，共同完成「2013台日觀光地標友好年」之簽約儀式。
2013年9月12日，日本前首相菅直人抵台訪問，強調此次台灣行以擔任首相期間，面臨福島核災的過程，忠實向外界報告。在其後的演說中表示「我們可以確定的說，就是沒有一個技術可以完全避免核災發生，以福島最遭的狀況要250公里避難，台灣一號、二號、四號核電廠，相當於台灣有三分之二必須要疏散與避難，如果想到這一個危機，應該就不會做這個選擇。」菅直人此行還參訪核一廠、翡翠水庫，並拜會台北市長郝龍斌與新北市長朱立倫。
2014年6月，日本東京的東京國立博物館與福岡的九州國立博物館舉行名為《台北 國立故宮博物院－神品至寶》的特展，展出包括翠玉白菜及肉形石在內的國立故宮博物院所收藏之大批文物。開展前發生東博的宣傳海報上遺漏「國立」兩字的事件。8月15日，前副總理岡田克也抵台訪問，與總統馬英九會晤。

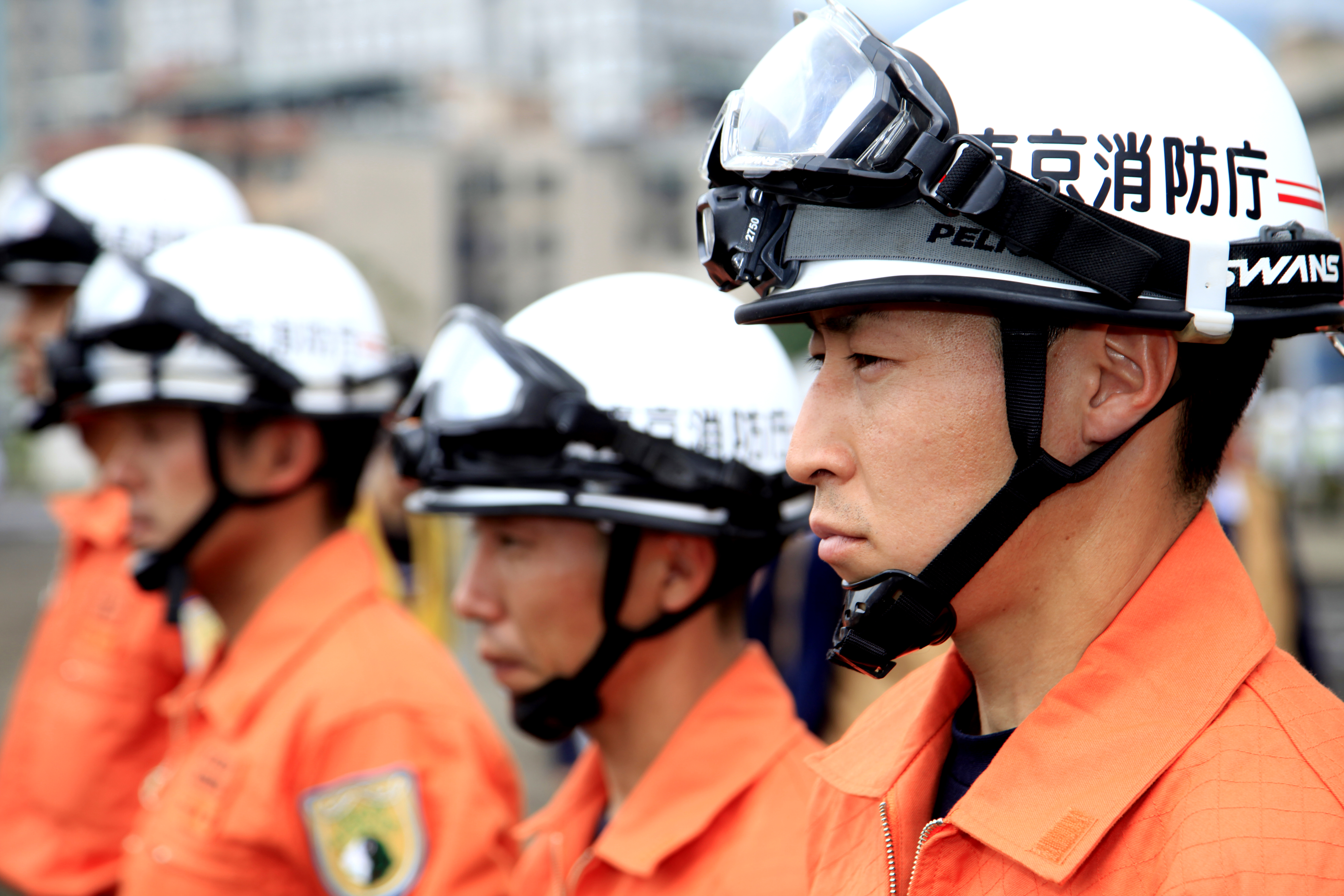
東京消防廳搜救隊派員參加台北市「民安1號」防災演習，2015年4月28日。

2015年4月30日，前首相野田佳彥率團抵台訪問。赴宜蘭及新北市參訪。
2015年6月13日，文化部在日本的台灣文化中心脫離「台北駐日經濟文化代表處」，在東京港區虎之門獨立設置，日本超黨派國會議員組織「日華議員懇談會」會長平沼赳夫等政經文化各界人士大約兩百人應邀出席觀禮。
2015年6月27日，台灣發生八仙樂園彩色派對火災，兩天後日本的富士系統株式會社表示願意提供費用高昂的「不沾黏矽膠紗布」做為援助，消息一出，大批的台灣網友湧入公司的Facebook表達謝意，更有許多人將之視為「台日友好」的象徵。同年7月2日，日本醫界表態願意派遣醫師及護理師抵台幫忙，也願意提供人工皮膚等醫療器材幫助傷患。7月31日，日本與臺灣的醫師協會在位外交部簽署發生大規模災害時互派醫生的支援協定。允許日本醫生開展最低限度的醫療活動。據日本醫師會介紹，這是該組織首次與其他國家或地區締結類似協定。
2015年9月19日，日本通過《安保法案》，中華民國外交部發言人王珮玲表示，此舉是將新修訂的「美日合作防衛指針」的內容法制化，鞏固深化美日同盟，予以正面看待，希望日本政府以前瞻性思維和正面積極的態度，為國際社會的和平、安定和繁榮做出貢獻。
2016年4月25日，台灣漁船東聖吉16號在國際水域作業時遭到日本公務船扣押。日本限26日中午以前收到保證金170萬元新臺幣，否則連人帶船拖往日本，一旦人船扣進日本，將判決漁船侵入日本領海，到時就必須付更高額的罰金，引發中華民國政府不滿。29日，中华民国总统当选人蔡英文表示“全力捍卫”。

### 蔡英文時期（2016年5月20日－2024年5月20日）
2017年1月1日，日本駐台機構－公益財團法人交流協會更名為公益財團法人日本台灣交流協會。
2017年2月24日，日本防衛省防衛研究所發表《2017年中國安全戰略報告─不斷變化的中台關係》，文中稱「中華民國」，並以「兩個政治實體」形容海峽兩岸關係。據媒體報導，中華人民共和國外交部長王毅在會見日本外務大臣岸田文雄時，要求日方不得發表該報告。
2017年3月25日，日本總務副大臣赤間二郎來台宣傳日本觀光活動，這也是中華民國與日本在1972年斷交後最高層級的日方官員訪問。在開幕式上表示，311東日本大地震到今年已經6年，熊本地震也快滿1年，當中獲得不少台灣的支持，深感日台強烈連結，也表達深深感謝。
2017年6月26日，日本官房長官菅義偉對於台灣有意加入《跨太平洋夥伴關係協定》（TPP）表示：「TPP是自由公正的經濟圈，對包括台灣在內的國家和地區表現出加入TPP的興趣表示歡迎。」
2017年11月12日，出席亞太經濟合作會議領導人非正式會議的中華台北領袖代表、親民黨主席宋楚瑜和日本首相安倍晉三會談半小時，會中希望台灣與日本經貿關係更密切發展；根據日本外務省新聞稿，兩人也談及兩岸關係，安倍晉三希望兩岸當事者可以直接對話、解決問題，共享區域的和平與穩定。
2018年2月6日，台灣花蓮發生強震，日本外務大臣河野太郎致電中華民國「李大維外交部長閣下」表達關懷之意。河野表示，日本已做好萬全準備，提供台灣必要的支援。8日，日本首相安倍晉三也致信中華民國「蔡英文總統閣下」，並在其網路平台上傳一張親自用毛筆寫的慰問花蓮災民。日本政府也已派出7名專業人士，攜帶兩台「深層生命探測器」來台協助救援。
2018年5月，日本台灣交流協會在Facebook發文表示，日本一貫支持臺灣參與世界衛生大會（WHA），為避免防疫產生空白，將繼續支持臺灣參與。其後，日本在WHA為台灣參與的議題執言。
2018年8月14日，由中國國民黨於台南市黨部旁設立的台灣首座慰安婦銅像在國際慰安婦紀念日揭幕，前總統馬英九出席揭幕儀式時，呼籲日本政府應向慰安婦正式道歉，蔡英文政府也應為慰安婦發聲。對此，日本內閣官房長官菅義偉於15日透過日本台灣交流協會表示，這與日本政府的立場和至今為止的努力不相容，讓人極為遺憾。9月6日，日本「慰安婦之真相國民運動」等多個團體要求撤除，團體代表藤井實彥疑似偷踹慰安婦銅像，並於8日離境，國民黨臺南市黨部主委謝龍介等人10日前往日本台灣交流協會表達譴責並要求道歉。中華民國駐日代表謝長廷11日召開記者會，表示嚴正譴責並反對任何破壞台日友好的行為。「慰安婦之真相國民運動」主席加瀨英明12日發表道歉聲明，表示藤井實彥已經辭職，但他仍堅持慰安婦的指控有損日本名譽，希望國民黨回應相關質問。
2019年3月2日，日本《產經新聞》以頭版刊登總統蔡英文的專訪內容，蔡英文希望日本政府能克服法律上的障礙，與台灣直接進行安保對話。報導分析，主因在於不像台美之間，美國有《台灣關係法》，而日本沒有這樣國內法的法律，雖然台日對於中國威脅有一定共識，相互交換安保情報，對日本也有好處，但恐引發中國敏感神經，需有高度的政治判斷。4日，中華人民共和國官媒《環球時報》詢問日本外務省，其國際報導科回應，日本政府不考慮與台灣就安保問題進行對話。
2019年3月11日，中華民國總統蔡英文在Twitter發文表示，為日本311地震發生後8年來的受害者祈禱並表達衷心的同情；隔日，日本首相安倍晉三在Twitter轉貼了蔡英文的文章，並且特地以繁體中文發文表示「台灣的支援帶給我們無比的勇氣。震災已經過去8年了，災區的復興工作正在切實地進行。謹藉此機會再次向臺灣許多老朋友表達誠摯的謝意。」
2019年4月1日，日本政府公布即將登基的德仁天皇新年號「令和」。先前日本媒體報導，日本政府在新年號公布後將主動通知「受日本承認的195個國家」，也一併通知聯合國及歐洲聯盟等國際組織。曾有媒體表示不包括台灣在內，但被中華民國外交部長吳釗燮駁斥並表示，日本同步通知外交部與駐日代表處，「是非常正式的管道」。
2019年5月8日，日本外務大臣河野太郎在Twitter發文表示，日本支持台灣以觀察員身分參與世界卫生大会（WHA）。這是1972年兩國斷交後，日本外相首次表態支持。21日，日本厚生勞動大臣政務官新谷正義在WHA以間接方式表達，為了對抗伊波拉疫情，提供高品質初級照護和地方社群發展互信實屬必要。日本認為，不該讓特定地區連以觀察員身分都無法參與WHA，這將產生地域空白。
2019年7月18日，日本動畫製作公司「京都動畫」的工作室遭人縱火，造成慘重的人員傷亡。正在出訪邦交國的總統蔡英文在Twitter以日文表示「我在國外得知了京都動畫縱火殺人事件的消息，並且感到震驚且心碎。京都動畫是許多台灣人，青春時的回憶。為逝者祈福，也願傷者早日康復。」
2019年9月5日，日本海上保安廳的9艘船艦為了避開玲玲颱風，在台灣海峽、與那國島北方巡航並開啟自動識別系統。
2019年9月17日，日本台灣交流協會罕見針對中華民國與邦交國斷交發表聲明，台北事務所代表沼田幹夫指出，日本台灣交流協會由兩岸關係及地區的和平與穩定的觀點，繼續高度關注這次事件，期盼透過兩岸當事者之間的直接對話得到和平解決。
2019年9月20日，對於吉里巴斯與中華民國斷交，日本台灣交流協會臺北事務所代表沼田幹夫在Facebook表示，台灣對日本而言是共有自由、民主主義、基本人權、法治等基本價值觀，並有著緊密經濟關係與人員往來的重要夥伴、及重要的友人，就短期內索羅門群島及吉里巴斯兩個國家與台灣終止外交關係一事，由兩岸關係及地區的和平與穩定的觀點，包括今後的影響在內，保持進一步高度關心。
2019年9月27日，日本公布2019年版（令和元年）《防衛白皮書》，其中指出中國的國防費用持續增加，但這20年來台灣的國防支出幾乎持平，2018年中國公布的國防費用大約是台灣的16倍，總統蔡英文已下令增加國防預算。兩岸軍事平衡整體而言朝著對中國有利的方向變化，軍事差距有年年擴大的趨勢。今後兩岸軍力的強化、美國出售武器給台灣、台灣的主力國防裝備國造等動向，值得關注。
2019年9月27日，日本台灣交流協會臺北事務所代表沼田幹夫即將離任，外交部長吳釗燮頒贈特種外交獎章與紀念獎牌，表彰在促進台日關係的卓著貢獻。但紀念獎牌上稱呼沼田幹夫為「我最敬愛的大哥哥」，遭外界批評媚日。外交部30日澄清指出，吳釗燮與沼田幹夫私下有很好友誼、情如手足，而且沼田較年長，因此私下均以「哥哥」相稱。外交部也強調，媒體所引述的相關文字是用於贈予的紀念獎牌上，純屬紀念性質，在外交儀節上並無不當之處，請各界區分外交獎章與紀念獎牌的差異性。
2019年10月4日，在臺北駐大阪經濟文化辦事處福岡分處的國慶酒會上，日本首相安倍晉三與副首相麻生太郎雙雙致電文道賀，罕見都以「中華民國」稱呼台灣，安倍祝賀詞提到「祝國運昌隆」，麻生太郎的賀詞更是談到「祈祝兩國友好更深化」。但日本內閣官房副長官岡田直樹7日表示，安倍晉三沒有發出賀電。對於台灣，日本政府的立場就如1972年《日中共同聲明》所載。福岡分處事後發現該賀電並非出自日方的署名單位，日方也未列入官方紀錄，因此該賀電未計入福岡分處國慶活動新聞稿的統計資料。8日，臺北駐日經濟文化代表處在東京舉行國慶酒會，安倍晉三的母親安倍洋子連續3年親臨會場。
2019年10月22日，中華民國駐日代表謝長廷出席日本德仁天皇的「即位禮正殿之儀」。
2020年1月2日，中華民國空軍救護隊一架UH-60M黑鷹直升機在新北市烏來區失事墜毀，包括參謀總長沈一鳴上將等8人罹難。日本台灣交流協會發文表示「對於包括沈一鳴參謀總長在內的八位人員因公殉職，我們深感震驚與哀慟。在此為罹難者祈求冥福，對其遺族與同事深表哀悼之意，並願生者身心早日康復。」14日，在空軍松山基地指揮部舉行公祭儀式，日本台灣交流協會台北事務所代表泉裕泰率團致唁。
2020年1月11日，中華民國總統與立委選舉結束後，日本外務大臣茂木敏充、日本台灣交流協會會長大橋光夫，以及日本台灣交流協會台北事務所代表泉裕泰皆表達祝賀之意。
2020年1月30日，由於2019冠状病毒病疫情在全球擴散，但世界卫生组织（WHO）仍將台灣排除在防疫網之外。根據日本《共同通讯社》報導，日本首相安倍晉三出席疫情對策會議，並在會中強調台灣有必要加入WHO。提到先排除中國的政治立場問題，台灣若未加入WHO，整個地區的健康維持和防止感染等作業就會難以進行。
2020年4月7日，日本為因應2019冠状病毒病疫情發布「緊急事態宣言」，中華民國總統蔡英文在Twitter以日文表達台日雙方應合作攜手克服困難。8日，日本首相安倍晉三也在Twitter以中文表達「各位台灣的朋友們，對這次台灣許多朋友們的友情洋溢的鼓勵支持，我謹藉此機會表達誠摯的謝意。我們一定可以打贏病毒的挑戰，共同度過這個難關！日本台灣一起加油！」內閣官房長官菅義偉也證實台灣將捐贈口罩給日本，並由日本台灣交流協會冾談接受事宜。16日，捐贈200萬片口罩給日本的醫療人員。17日，安倍晉三表示，日本一貫採取強烈期盼台灣以觀察員身分參與WHO的立場，並屢次重申此無涉政治，應盡全力維護全人類健康。21日，菅義偉對於台灣捐贈口罩表示感謝。
2020年4月28、29日，安倍晉三分別在日本眾參兩議院預算委員會答詢表示，已就台灣參與WHO一事直接向WHO秘書長譚德塞反映，並強調病毒不分國界。
2020年5月7日，在美國與日本領銜下，加拿大、英國、法國、德國、澳洲與紐西蘭駐日內瓦聯合國大使，向WHO對外關係執行主任艾里森與首席法律顧問索羅門（Steven Solomon）發出外交照會，敦促接納台灣成為WHA觀察員。19日，日本厚生勞動大臣加藤勝信在WHA發表演說時指出，台灣防疫有成可供參考，防疫不該有地理上的空白。
2020年7月9日，日本首相安倍晋三與澳洲總理莫里森舉行視訊會議，會中雙方肯定台灣參與WHA的重要性。
2020年7月30日，中華民國前總統李登輝辭世，日本首相安倍晉三表示「對於前總統李登輝的辭世感到痛惜，李登輝對日本與台灣的親善關係與友好關係的增進做出重大貢獻，李登輝也一直對日本懷有特別的情意。他為台灣建立自由、民主、人權的普世價值，同時奠定日台關係的基礎，許多日本國民對他懷有特別的親切感。對於李登輝辭世真的感到很遺憾，由衷祈祝他在天之靈安息。」駐日代表處於8月3日設置追思處供日本各界追悼，包括日本副首相麻生太郎、前首相森喜朗、福田康夫、環境大臣小泉進次郎、文部科學大臣萩生田光一、沖繩及北方對策擔當大臣衛藤晟一、國土交通大臣政務官佐佐木紀、外務副大臣鈴木馨佑、內閣官房長官菅義偉、內閣官房副長官杉田和博、西村明宏、東京都知事小池百合子，以及多位參眾議員等日本政要前往致哀。8月9日，前首相森喜朗和各黨派議員等15人搭乘包機赴台弔唁李登輝。由於2019冠状病毒病疫情，全部成員均已進行核酸檢測，確定呈陰性反應才能參加，並於當日往返。森喜朗與同行成員訪台時也會面總統蔡英文。9月18日，森喜朗再度率團赴台參與李登輝的追思禮拜。森喜朗在會見總統蔡英文時表示，新任首相菅義偉託他務必轉達對蔡總統以及台灣各界的問候，並說如果有機會，期待能與蔡總統通電話。事後，中華民國總統府發言人張惇涵與日本內閣官房長官加藤勝信皆表示目前無通話安排。

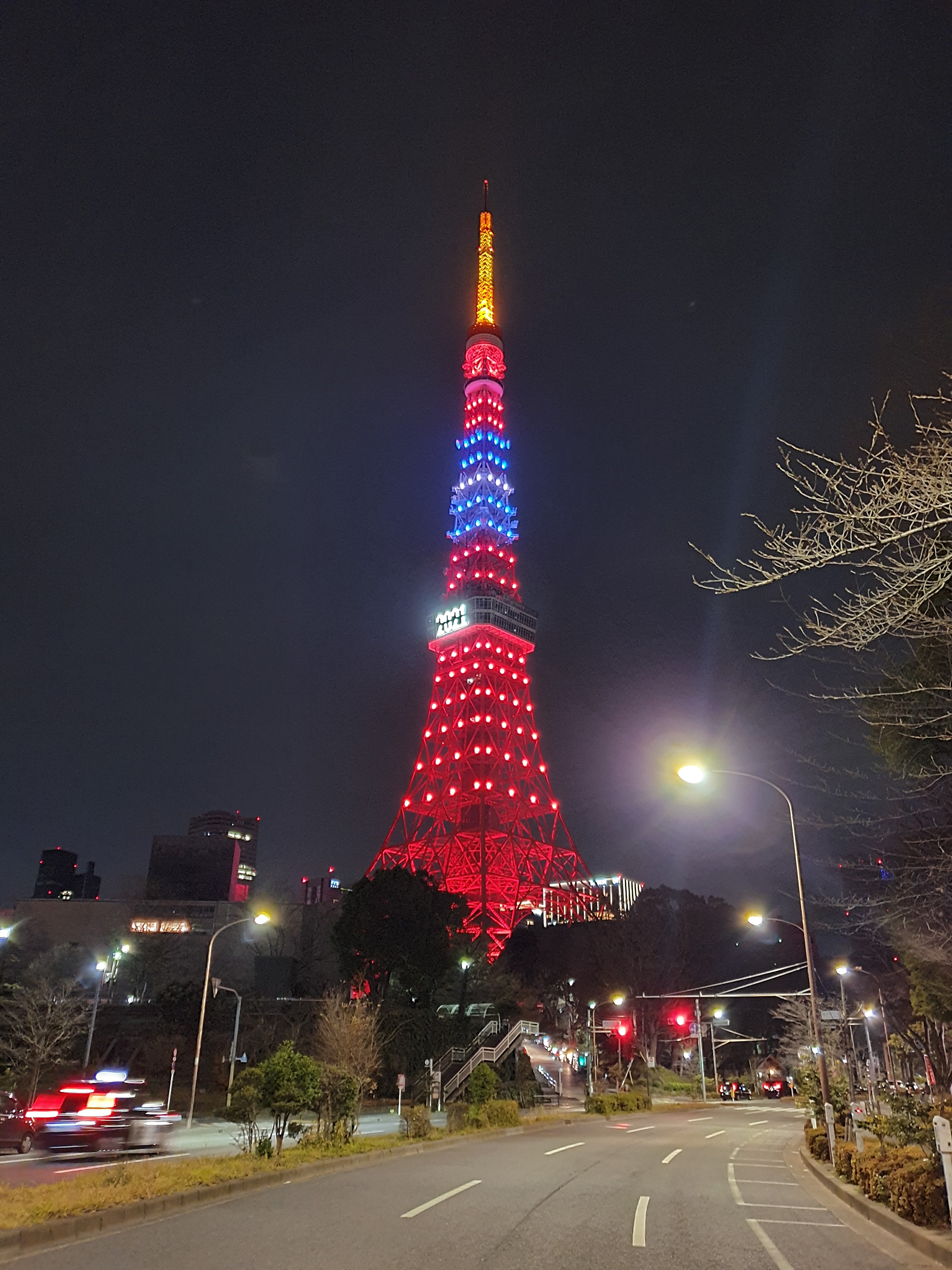
2021年日本「东京铁塔台灣祭（東京タワー台湾祭）」，點亮代表中華民國國旗的紅、白、藍三色。

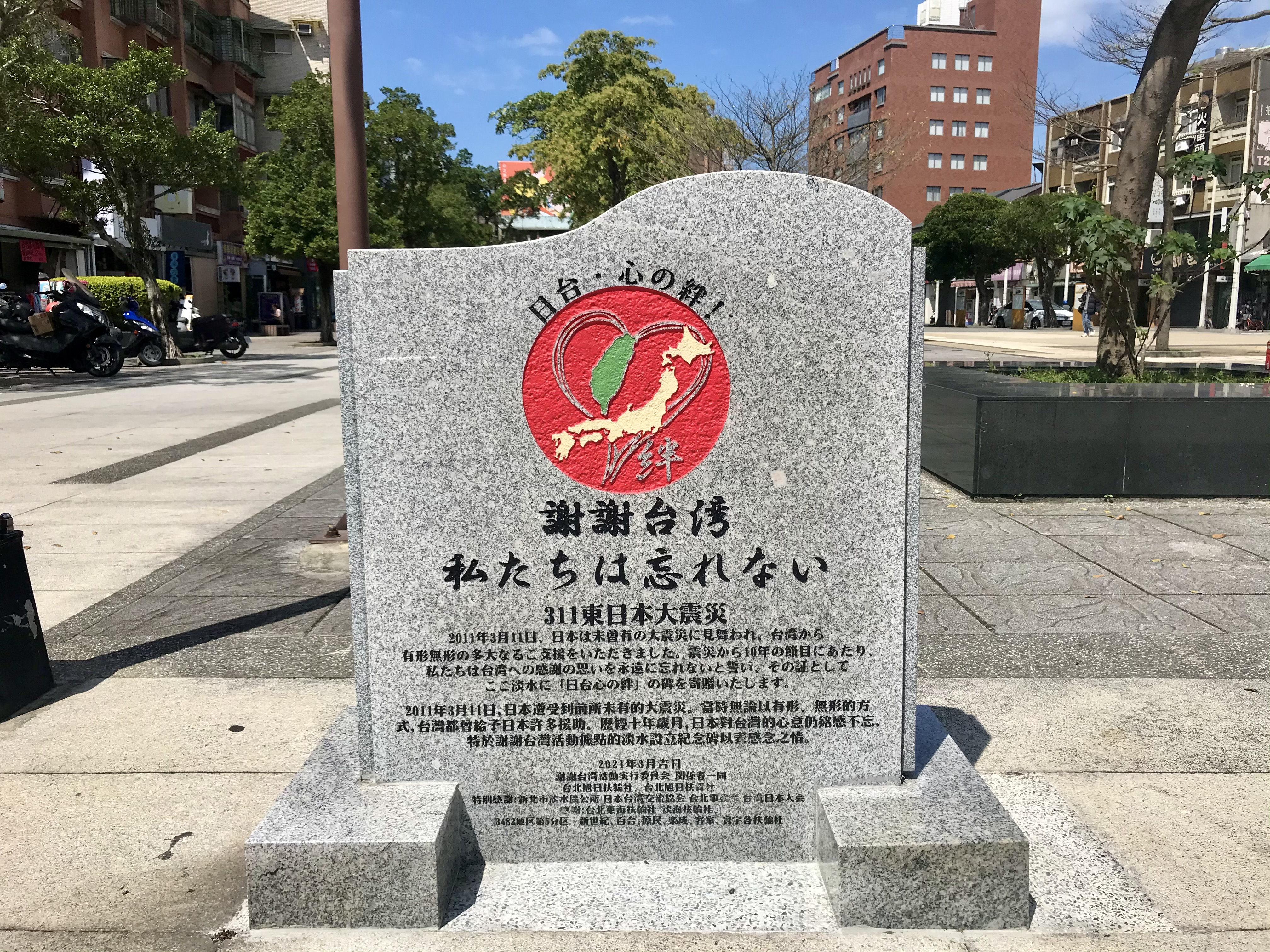
2021年3月，設於臺灣新北市淡水區的「日台・心の絆」紀念碑。

2021年1月28日，日本副首相兼財務大臣麻生太郎在參議院接受質詢時直稱台灣為「中華民國」，提及對於中華民國在去年1月因應防疫切斷與中國大陸之間往來的決策感到讚許。
2021年4月2日，臺灣太魯閣號列車發生事故，造成重大傷亡，日本首相菅義偉、防衛大臣岸信夫、外務大臣茂木敏充、內閣官房長官加藤勝信均表示哀悼之意。
2021年4月16日，日本首相菅義偉與美國總統拜登舉行會談後的《聯合聲明》提及，兩人強調台海和平與穩定的重要性，並鼓勵和平解決兩岸議題，同時也對香港和新疆維吾爾自治區人權狀況深感關切；這是自1969年以來美日兩國領袖的《聯合聲明》首次提到台灣，引起對日本可能以軍事行動介入臺海紛爭、自卫队协防台湾的聯想。20日，菅義偉回應該聲明「並不是以軍事介入為前提」，日本自卫队不可能投入任何環繞臺灣的軍事突發事件。22日，防衛大臣岸信夫提到臺灣情勢時表示，「若臺灣被赤化，情勢恐會發生嚴重變化」，並重申希望臺海兩岸的問題可以和平解決。另據《共同通讯社》報導，日本政府已經開始討論臺海衝突爆發時，派遣自衞隊活動的相關法律運用。
2021年5月5日，七大工業國組織在英國倫敦召開外長會議，會後發布的《聯合公報》首次直接提到臺灣，表示「我們支持臺灣有意義參與WHO活動與WHA，國際社群要能從所有夥伴獲利，包括臺灣抗疫成果」、「我們強調臺海和平與穩定的重要性，鼓勵以和平方式解決兩岸問題」。
2021年5月27日，日本首相菅義偉與歐洲理事會主席米歇爾、歐盟委員會主席馮德萊恩進行視訊會談，會後發布的《聯合聲明》強調臺灣海峽和平與穩定的重要性，敦促和平解決兩岸問題。
2021年6月4日，日本捐贈台灣的124萬劑AZ疫苗運抵桃園國際機場，這是日本首度直接供應疫苗給海外。6日，中華民國駐美代表蕭美琴與日本駐美大使富田浩司會面，並感謝日本捐贈疫苗予台灣。
2021年6月9日，日本外務大臣茂木敏充、防衛大臣岸信夫與澳洲外交部長佩恩、國防部長達頓進行視訊會談，會後發布的《聯合聲明》強調台灣海峽和平與穩定的重要性，並鼓勵和平解決兩岸問題。同日，日本首相菅義偉與立憲民主黨代表枝野幸男在朝野黨首會議提及借鑑防疫的國家時皆點名台灣。
2021年6月11日，日本參議院無異議表決通過要求各國同意台灣從明年起參與WHA的決議案。
2021年6月13日，七大工業國組織在英國召開領袖會議，會後發布的《聯合公報》強調台灣海峽和平穩定的重要性，呼籲以和平方式解決兩岸問題。
2021年6月28日，日本防衛副大臣中山泰秀與美國智庫哈德遜研究所進行視訊，他提及台灣作為一個民主國家必須加以保護，且呼籲要警惕中國和俄羅斯的侵略性，並對日本、美國等多國自1970年代以來採取的「一中政策」能否經得起時間考驗提出質疑。
2021年7月5日，日本副首相麻生太郎在東京的一場演講中表示，如果中國武统台湾的話，日本政府將認定這是安全保障相關法所規定的「存亡危機事態」，有可能行使受限的集體自衛權。美日應一同协防台湾。6日，內閣官房長官加藤勝信表示：“什么样的情况适用行使集体自卫权，是通过综合各种信息来客观、理性地判断的。”他不想评论麻生太郎的观点。当被问及，麻生太郎观点与日本政府是否一致时，他指这是一个“假设性问题”。防衛大臣岸信夫则说，什麼樣的事態會成為「存亡危機事態」，實際上將視發生的個別具體狀況進行判斷；麻生昨天發言，的確是日本政府的考量。
2021年7月13日，日本內閣會議通過2021年版《防衛白皮書》，內容首度明載台灣局勢的穩定對日本的安全保障和國際社會的重要性。
2021年7月21日，日本外務事務次官森健良、美國副國務卿及韓國外交部第一次官崔鐘建在日本東京舉行會談，會議摘要指出美日韓三方在區域議題時強調維繫台海和平穩定重要性。
2021年9月22日，中華民國以臺澎金馬個別關稅領域的名稱申請加入跨太平洋夥伴全面進展協定（CPTPP）。24日，CPTPP年度輪值主席國的日本表達歡迎台灣申請加入，並表示與台灣有共享的價值。日本經濟再生擔當大臣西村康稔亦表示「我們視台灣為一個非常重要的夥伴，我們共享根本的價值，像是自由、民主、基本人權及法治。」
2021年10月11日，日本首相岸田文雄在參議院答詢時指出，台灣是重要夥伴，期盼兩岸透過對話解決問題。13日，對於台積電將在日本投資設立晶圓廠，岸田文雄表示對台積電這種大型民間投資等的協助，將納入經濟對策內。「期待可以提升日本半导体產業的不可或缺性及自律性，對日本經濟安全保障帶來很大助益。」經濟產業大臣萩生田光一、經濟安全保障擔當大臣小林鷹之皆表示歡迎。
2021年12月9日，日本首相岸田文雄在參議院答詢時指出，一直以來日本始終支持台灣以觀察員身分參與WHA，未來也將持續推動爭取相關國家的支持。10日，岸田文雄在參議院對於臺灣加入CPTPP表示，台灣是共享基本價值及緊密經濟關係的極重要夥伴，台灣為申請加入做了很多努力，日本對此表示歡迎。
2022年2月11日，日本外務大臣林芳正與美國國務卿布林肯進行會談，雙方重申共識「台灣海峽的和平與安定是重要的」。
2022年5月12日，七大工業國組織在德國召開外長會議，會後發布的《聯合公報》強調台海和平穩定的重要性，鼓勵和平解決兩岸爭端，並支持台灣有意義參與世界衛生大會（WHA）及世界衛生組織（WHO）的技術會議。6月28日，在德國召開領袖會議，會後發布的《聯合公報》亦強調台灣海峽和平穩定的重要性，呼籲以和平方式解決兩岸問題。
2022年7月8日，前日本首相安倍晉三遇刺身亡。9日，中華民國政府決定在11日全國政府機關降半旗以感念安倍對台灣的支持與貢獻。11日，日本台灣交流協會開設安倍晉三弔唁會場，中華民國總統蔡英文由日本駐台代表泉裕泰、外交部長吳釗燮和總統府秘書長李大維等人陪同前往悼念，同日下午中華民國副總統賴清德飛抵日本，由駐日代表謝長廷陪同至安倍晉三東京宅邸弔唁並與安倍親友一同至增上寺參加守靈與告別式，被視為1972年兩國斷交以來最高層級特使，對此總統府和外交部均表示為賴清德的私人行程。日本媒體在記者會向外務大臣林芳正提問「台灣的副總統訪日，台灣現職高官訪日實屬罕見，請您說說您的看法。」林芳正回答「有關你所說的人物，是為了參加前首相的喪禮以私人身分訪日。」其中以「你所說的人物」來指稱賴清德被批失禮。
2022年7月22日，日本內閣會議批准2022年版《防衛白皮書》，其中有關台灣局勢的記載頁數比去年版倍增。內容首度指出對台灣局勢相關動向，將與國際社會合作，保持更密切關注。
2022年7月27日，日本国会跨党派团体「思考日本安全保障议员之会」的4名成员，即前防卫大臣石破茂、濱田靖一，以及前副防卫大臣长岛昭久、参议院总务会副会长清水贵之抵台訪問。
2022年8月3日，七大工業國組織外長與欧盟外交与安全政策高级代表針對美國聯邦眾議院議長裴洛西訪台的兩岸局勢發表聯合聲明，重申該組織維護台海和平穩定的立場，呼籲中國勿以武力片面改變現狀，同時提到各成員國的「一中政策」與「對台立場」沒有改變，並鼓勵各方保持暢通的溝通管道以防誤解發生。日本也對於裴洛西訪台事件，以及解放軍環台軍事演練發表回應。
2022年9月27日，日本為前首相安倍晉三舉行國葬，中華民國由駐日本代表謝長廷、臺灣日本交流協會會長蘇嘉全、前立法院長王金平代表政府出席。在獻花儀式中，日本以「台灣」稱呼代表團。
2022年11月2日，傳出將在日本大阪舉辦的2025年世界博覽會，臺灣只能以「玉山數碼科技株式会社」（Tamayama Digital Tech Co., LTD）名稱參展，館內也要求不能出現任何「臺灣」、「Formosa」的文字與圖樣。中華民國經濟部為此還編列4年20億新臺幣，立法院經濟委員會的朝野立委將首年預算4.1億凍結1千萬，並附帶決議，要求經濟部國際貿易局須爭取以臺灣名稱參展。
2022年11月17日，日本首相岸田文雄與中華人民共和國主席习近平在泰國曼谷參加亚太经济合作组织（APEC）峰會前舉行雙邊會談，對於台灣議題，岸田文雄重申「台灣海峽和平與安定的重要性」，習近平則回應「中國不干涉別國內政，也不接受任何人以任何藉口干涉中國內政」。18日，擔任中華臺北領袖代表的張忠謀與岸田文雄舉行雙邊會談，張忠謀感謝日本在國際場合重申維持臺灣海峽和平穩定的重要性，並請日本今後持續支持台灣參與WHA、国际民用航空组织（ICAO）、CPTPP等各項國際組織與重要協定，岸田文雄表示將持續深化臺日間合作與交流，雙方並積極探索各項可能性。
2023年4月5日，中華民國總統蔡英文過境美國洛杉磯，與聯邦眾議院議長麥卡錫舉行會面。日本對於其後解放軍環台軍事演練發表回應。
2023年4月18日，七大工業國組織在日本召開外長會議，會後發布的《聯合公報》表示「我們重申台灣海峽和平穩定是國際社會安全與繁榮不可或缺的重要因素，敦促兩岸問題和平解決。G7成員在台灣問題上的基本立場（包括所表明的一個中國政策）並未改變。」對於台灣參與國際組織，則強調「我們支持台灣有意義地參與國際組織，包括WHA和WHO技術會議，國際社會應從所有夥伴的經驗中受益。」「如果國家性質並非必要條件，則做為正式成員參加；若國籍為必要條件，則以觀察員或來賓身分參與。」5月20日，在日本召開領袖會議，會後發布的《聯合公報》重申台海和平穩定是國際社會安全與繁榮不可或缺的一部分，敦促和平解決兩岸議題並堅決反對以武力及脅迫手段片面改變現狀。
2023年5月18日，日本台灣交流協會、澳洲辦事處、英國在台辦事處、加拿大駐台北貿易辦事處、捷克經濟文化辦事處、德國在台協會、立陶宛貿易代表處、美國在台協會發佈聯合新聞稿，支持台灣有意義地參與WHO，並以觀察員身分參與WHA。22日，日本在WHA表示「我們必須要借鑒良好的例子，例如台灣，他們已經取得了公共卫生方面的極大成功，也要避免造成任何地理上的真空，不應該讓任何的區域落下，這樣才可以預防傳染病在全世界蔓延。」
2023年7月23日，日本防卫副大臣井野俊郎接受英國《每日电讯报》采访时表示，如果中國武力侵台激發國際間猶如烏克蘭般地對台灣支持，日本很可能會對台灣伸援；對於以防衛裝備還是後勤的形式對台支援，則取決於日本人民共識。
2023年8月24日，日本政府啟動福島第一核電廠核廢水排海作業，引發國際爭議。對此，中華民國駐日本代表謝長廷26日表示「311地震後，世人對放射性的議題有些敏感，不過，微量的放射性元素反而對身體有益，例如北投溫泉、日本玉川溫泉，因為兩地溫泉都有一種特別的北投石，含有微量镭，研究對健康有益……。」此說法遭嘲諷為「助日代表」。9月2日，謝長廷重申，福島核廢水的處理已經過的檢驗，影響可以忽視；而過去台灣農產品被中國拒絕進口時也是日本大力支持，而今換日本的水產品被抵制，是時候讓台灣展現「善的循環」。
2024年1月13日，中華民國總統與立委選舉結束後，日本外務大臣上川陽子表示祝賀。15日，內閣官房長官林芳正表示「台灣有共同的基本價值觀，有緊密的經濟關係與人員交流，是極為重要的夥伴與友人。」對於上川陽子的祝賀引起中国驻日本大使馆抗議，林芳正反駁「對於台灣順利實施民主選舉，我國一直以來都表示祝賀」。16日，日本首相岸田文雄則回應，「我相信台灣在共同擁有基本價值的經濟關係與人文交流方面，是一個非常重要的夥伴。有關台灣的各種問題，需要透過和平方式解決，並且必須實現有助於這個地區和平與穩定的形式，此乃我國的基本方針，我相信這項方針今後都不會改變。」
2024年2月7日，日本東京都知事小池百合子訪問台灣，並會見總統蔡英文、副總統賴清德、數位發展部長唐鳳、台北市長蔣萬安等，以及前往五指山國軍示範公墓弔唁前總統李登輝。
2024年2月26日，中華民國總統蔡英文與副總統賴清德出席在台北舉辦的日本天皇誕生日慶祝酒會。報導指出是自1972年兩國斷交以來，首次有現任總統與副總統同時出席酒會。
2024年4月3日，臺灣東部發生大地震，日本首相岸田文雄在X（原Twitter）以日、中文表示「在此對受害者表達誠摯慰問，也由衷希望所有在台灣的朋友們都能夠平安」、「日本願協助台灣任何必要的支援」。5日，外務大臣上川陽子宣布，提供台灣100萬美元的緊急無償資金協助。日本民間也發起捐款活動，截至7日已募得逾1億8,000萬日圓。
2024年4月10日，日本首相岸田文雄與美國總統拜登舉行峰會，會後發表聲明重申台海和平穩定的重要性，並在事實文件中提及台灣對於太平洋岛国發展的貢獻。11日，岸田文雄、拜登、菲律賓總統舉行三方峰會，會後的聲明再次強調台海和平與穩定至關重要，是全球安全與繁榮不可或缺的要素。
2024年4月17日，七大工業國組織在義大利召開外長會議，會後發布的《共同聲明》表示，台海和平穩定對國際社會的安全與繁榮不可或缺，呼籲兩岸議題必須用和平方式解決。G7成員支持台灣以觀察員、或來賓的身分，有意義參與非以國家身分為前提的國際組織，包括WHA、WHO技術會議。聲明另指出，G7成員對台灣的基本立場沒有改變，包括現行的「一个中国」政策。

### 賴清德時期（2024年5月20日－）
2024年5月20日，中華民國總統當選人賴清德、副總統當選人蕭美琴宣誓就職，日本內閣官房長官林芳正表示祝賀。並強調台灣「是共享基本價值，擁有緊密的經濟關係與人員往來的極其重要夥伴與重要的朋友」，重申願進一步加深合作與交流的意願。林芳正也對卸任的前總統蔡英文表達敬意。22日，林芳正對於中華人民共和國駐日本大使吴江浩指日本國會議員組團參加賴清德就職典禮是「公然助長台獨勢力」、「將讓日本民眾被帶入戰火」一事，批評其言論極不適當，並已向中方提出嚴正抗議。
2024年5月23日，日本內閣官房長官林芳正對於中國人民解放軍在臺灣、金門、馬祖周邊展開演習一事表示，東京將「直接並明確地」向北京傳達維持台灣海峽和平穩定的重要性。並表示和美國與其他盟國合作，傳達他們對於兩岸關係的共同立場十分重要。
2024年5月24日，日本台灣交流協會、德國在台協會、美國在台協會、捷克經濟文化辦事處、澳洲辦事處、英國在台辦事處、加拿大駐台北貿易辦事處、立陶宛貿易代表處發佈聯合新聞稿，支持台灣有意義地參與世界卫生组织（WHO），並以观察员身份參與世界卫生大会（WHA）。
2024年6月15日，七大工業國組織在義大利召開領袖會議，會後發布的《聯合公報》重申維護台海兩岸和平與穩定對國際安全與繁榮不可或缺，並支持台灣有意義地參與国际组织，包括WHA與WHO技術會議，在不需要國家地位的前提條件下以會員身分參與，或在此條件下以觀察員或來賓身分參與。G7強調有關台灣的基本立場沒有改變，呼籲各方和平解決台海兩岸問題。
2024年9月25日，日本海上自衛隊的漣號護衛艦通過台灣海峽，這是日本海上自衛隊成立以來的首次。與此同時，紐西蘭皇家海軍的奧特亞羅瓦號補給艦、澳洲皇家海軍的雪梨號驅逐艦一起通過台灣海峽。
2025年2月5日，日本海上自衛隊的秋月號護衛艦由北向南通過台灣海峽，與美國、澳洲、菲律賓在南海聯合軍演，是首次有日本軍艦獨自穿越台灣海峽。
2025年2月17日，前中華民國駐日本代表謝長廷表示，日本法務省自5月26日起承認可在户籍的國籍欄標示地區名，因此可以登記為「台灣」，而非先前的「中國」。
2025年3月15日，七大工業國組織在加拿大召開外長會議，會後發布的《聯合聲明》表示，G7成員強調維護台海和平穩定的重要性，鼓勵和平解決兩岸問題，並重申反對任何單方面透過武力或脅迫改變現狀的企圖，也支持台灣有意義參與適當的國際組織。在《關於海上安全與繁榮宣言》中，亦重申對台基本政策不變，強調台海和平穩定對國際安全與繁榮至關重要。與先前聲明不同的是，這次提到台灣時，未提及「一個中國」政策。
2025年3月21日，行政院證實聘請前日本自衛隊統合幕僚長岩崎茂擔任無給職行政院顧問。
2025年4月1日，日本內閣官房長官林芳正對於中國人民解放軍在臺灣、金門、馬祖周邊展開演習一事表示，日本政府高度關注共軍演習動態，也向中方傳達日本的關切。台灣海峽和平穩定對包括日本在內的國際社會極為重要，中國近年在台灣周邊的軍事行動頻繁，日本政府在日本周邊海域及空域加強警戒與監視，做好萬全準備。
2025年5月19日，日本厚生勞動副大臣仁木博文在WHA表示，「為了因應健康緊急情況，我們應該向已取得顯著公共卫生成果的地區借鑑經驗，例如台灣。任何地區都不應該被拋在後面，以避免出現地理真空，這可能會破壞全球遏制疾病傳播的努力」。日本台灣交流協會、德國在台協會、法國在台協會、捷克經濟文化辦事處、澳洲辦事處、英國在台辦事處、加拿大駐台北貿易辦事處、立陶宛貿易代表處亦發佈聯合新聞稿，支持台灣有意義地參與WHO，並以觀察員身份參與WHA。
2025年6月12日，日本海上自衛隊的高波號護衛艦通過台灣海峽後進入南海，與菲律賓海軍進行聯合軍演。
2025年6月17日，七大工業國組織在加拿大召開領袖會議，會後發布的「主席總結」強調維護台海和平穩定的重要性，與同年3月召開的外長會議皆未提及「一個中國」政策。
2025年7月12日，日本首相石破茂發文慰問台灣丹娜絲颱風災情；7月底8月初，台灣暴雨致災，石破茂再次發文表達慰問。
2025年7月23日，第30屆「日本—歐盟峰會」於會後發布《聯合聲明》，強調台海和平穩定對國際社會安全與繁榮不可或缺，呼籲和平解決兩岸問題，反對任何以武力或脅迫片面改變現狀的企圖；同月底，中華民國外交部長林佳龍訪日，停留東京期間視察臺北駐日經濟文化代表處，這是外交部長首度進入駐日代表處，之後前往大阪參訪世界博覽會。
2025年8月6日，中華民國駐日本代表李逸洋出席廣島市「原爆80周年」和平紀念儀式，是自1947年廣島市舉辦儀式以來，台灣首次受邀出席。9日，李逸洋代表台灣首次出席自1948年起舉辦的長崎和平紀念儀式，但被安排在「國際非政府组织區」座位，且沒有與其他駐日大使一樣佩戴胸花，李逸洋表示，主辦單位長崎市的不妥安排有其原因，中國的打壓才是幕後黑手。長崎市有關單位說明沒有劃分出國際非政府組織區，而是根據外務省名單，優先安排大使，接著是臨時大使與書記官（秘書），台灣被排在後面。